# 128297 Ashlevi
128297 Ashlevi este un asteroid din centura principală de asteroizi.

## Descriere
128297 Ashlevi este un asteroid din centura principală de asteroizi. A fost descoperit pe 13 decembrie 2003 la Wrightwood de James Whitney Young. Asteroidul prezintă o orbită caracterizată de o semiaxă mare de 2,87 ua, o excentricitate de 0,08 și o înclinație de 1,0° în raport cu ecliptica.